# Wacław Uhrowiecki
Wacław Uhrowiecki (Urowiecki) herbu Suchekomnaty (zm. przed 3 stycznia 1588 roku) – podkomorzy chełmski od 1581 roku.
Był spokrewniony z Janem Zamoyskim poprzez babkę kanclerza, Annę z Uhrowieckich. Wspólnie z wojewodzicem bełskim, Stanisławem Żółkiewskim był egzekutorem rozkazu kanclerza Zamoyskiego na Samuelu Zborowskim.
Był jednym z bohaterów filmowej i telewizyjnej adaptacji powieści Kanclerz Zbigniewa Safjana, w reżyserii Ryszarda Bera.
Poseł na sejm 1582 roku, sejm 1585 roku, sejm koronacyjny 1587/1588 z ziemi chełmskiej.